# Associazione Calcio Mestre 2017-2018
Questa voce raccoglie le informazioni riguardanti l'Associazione Calcio Mestre nelle competizioni ufficiali della stagione 2017-2018.

## Divise e sponsor
Il fornitore tecnico per la stagione 2017-2018 è Joma.
| Casa | Trasferta |

## Organico

### Rosa
| N. |                          | Ruolo | Calciatore          |
| -- | ------------------------ | ----- | ------------------- |
| 1  | Italia (bandiera)        | P     | Alessandro Favaro   |
| 2  | Italia (bandiera)        | D     | Giacomo Zanetti     |
| 3  | Italia (bandiera)        | C     | Alessandro Fabbri   |
| 4  | Nuova Zelanda (bandiera) | C     | Niko Kirwan         |
| 5  | Italia (bandiera)        | A     | Luca Lavagnoli      |
| 6  | Italia (bandiera)        | D     | Andrea Boffelli     |
| 7  | Italia (bandiera)        | C     | Stefano Casarotto   |
| 8  | Italia (bandiera)        | C     | Andrea Boscolo Papo |
| 9  | Italia (bandiera)        | A     | Alberto Spagnoli    |
| 10 | Brasile (bandiera)       | A     | Neto Pereira        |
| 11 | Italia (bandiera)        | A     | Marco Beccaro       |
| 12 | Italia (bandiera)        | P     | Gianmarco Zironelli |
| 13 | Italia (bandiera)        | D     | Armando Perna       |
| 14 | Italia (bandiera)        | D     | Emanuele Politti    |

| N. |                    | Ruolo | Calciatore          |
| -- | ------------------ | ----- | ------------------- |
| 15 | Italia (bandiera)  | D     | Nicola Stefanelli   |
| 16 | Italia (bandiera)  | C     | Alberto Rubbo       |
| 17 | Brasile (bandiera) | A     | Felipe Sodinha      |
| 17 | Italia (bandiera)  | C     | Davide Mordini      |
| 18 | Italia (bandiera)  | A     | Filippo Bonoldi     |
| 19 | Italia (bandiera)  | D     | Matteo Gritti       |
| 21 | Italia (bandiera)  | A     | Nicolò Pozzebon     |
| 22 | Tunisia (bandiera) | P     | Aladin Ayoub        |
| 23 | Italia (bandiera)  | A     | Dario Sottovia      |
| 24 | Italia (bandiera)  | C     | Gianpietro Zecchin  |
| 26 | Italia (bandiera)  | P     | Riccardo Gagno      |
| 20 | Italia (bandiera)  | A     | Massimo Bussi       |
| 20 | Italia (bandiera)  | A     | Riccardo Martignago |
| 27 | Svezia (bandiera)  | C     | Daniel Stensson     |

## Risultati

### Serie C Girone B

#### Girone di andata
| Arbitro: | Bitoni (Bologna) |

|                  |           |                       |
| Neto Pereira 27’ | Marcatori | 90+3’ Bacio Terracino |

| Arbitro: | Federico Fontani (Siena) |

|             |           |                                     |
| Ravasio 35’ | Marcatori | 53’ Gritti 54’ Sottovia 87’ Zecchin |

| Arbitro: | Federico Cosso (Reggio Calabria) |

|              |           |             |
| Sottovia 61’ | Marcatori | 71’ Kalombo |

| Arbitro: | Matteo Gualtieri (Asti) |

|                      |           |  |
| Sansovini 86’ (rig.) | Marcatori |  |

| Arbitro: | Gariglio (Pinerolo) |

|                                  |           |              |
| Sottovia 33’ Spagnoli 94’ (rig.) | Marcatori | 85’ Pozzebon |

| 1º ottobre 2017 6ª giornata | Modena | – | Mestre |  |

| Arbitro: | Nicolò Cipriani (Empoli) |

|                    |           |                   |
| Beccaro 85’ (rig.) | Marcatori | 21’, 80’ Miracoli |

| Salò 8 ottobre 2017, ore 14,30 CEST 8ª giornata | Feralpisalò       | 0 – 0 referto | Mestre | Stadio Lino Turina (721 spett.)\| Arbitro: \| Rossetti (Ancona) \| |
| Arbitro:                                        | Rossetti (Ancona) |               |        |                                                                    |

| Arbitro: | Giovanni Ayroldi (Molfetta) |

|           |           |  |
| Rubbo 29’ | Marcatori |  |

| Arbitro: | Meraviglia |

|                         |           |                          |
| Angel 14’ Gerardi 45+1’ | Marcatori | 27’ Sottovia 84’ Politti |

| Portogruaro 29 ottobre 2017, ore 16:30 CEST 11ª giornata | Mestre                     | 0 – 0 referto | Ravenna | Stadio Piergiovanni Mecchia (628 spett.)\| Arbitro: \| Ermanno Feliciani (Teramo) \| |
| Arbitro:                                                 | Ermanno Feliciani (Teramo) |               |         |                                                                                      |

| Arbitro: | Ilario Guida (Salerno) |

|                    |           |  |
| Beccaro 64’ (rig.) | Marcatori |  |

| Arbitro: | Dionisi (L'Aquila) |

|                |           |                  |
| Guidone 9’ 31’ | Marcatori | 68’ Neto Pereira |

| Portogruaro 12 novembre 2017 14ª giornata                    | Mestre    | 1 – 2         | Renate | Stadio Piergiovanni Mecchia |
| \| \| \| \| \| Spagnoli 30’ \| Marcatori \| Gomez 8’, 25’ \| |           |               |        |                             |
|                                                              |           |               |        |                             |
| Spagnoli 30’                                                 | Marcatori | Gomez 8’, 25’ |        |                             |

| Arbitro: | Pashuku (Albano Laziale) |

|  |           |                         |
|  | Marcatori | 65’ Beccaro 84’ Pereira |

| Arbitro: | Francesco Raciti (Acireale) |

|             |           |             |
| Sodinha 42’ | Marcatori | 37’ Torelli |

| 3 dicembre 2017 Turno di riposo |  | – |  |  |

| Arbitro: | Marco Acanfora (Castellammare di Stabia) |

|                            |           |              |
| Capellini 52’ Piccioni 78’ | Marcatori | 40’ Spagnoli |

| Arbitro: | Davide Andreini (Forlì) |

|  |           |                |
|  | Marcatori | 54’ Costantino |

#### Girone di ritorno
| Arbitro: | Maranesi (Ciampino) |

|                       |           |  |
| Caidi 64’ Barbuti 84’ | Marcatori |  |

| Arbitro: | Mario Vigile (Cosenza) |

|                              |           |             |
| Sottovia 5’ Bascolo Papo 58’ | Marcatori | 21’ Scrosta |

| Gubbio 21 gennaio 2018 22ª giornata                                                     | Gubbio    | 1 – 3                                   | Mestre | Stadio Pietro Barbetti |
| \| \| \| \| \| Casiraghi 11’ \| Marcatori \| 43’ Beccaro 58’ Spagnoli 90’ Martignago \| |           |                                         |        |                        |
|                                                                                         |           |                                         |        |                        |
| Casiraghi 11’                                                                           | Marcatori | 43’ Beccaro 58’ Spagnoli 90’ Martignago |        |                        |

| Arbitro: | Zufferli (Udine) |

|  |           |          |
|  | Marcatori | 54’ Manè |

| Trieste 4 febbraio 2018 24ª giornata | Triestina | 0 – 0 | Mestre | Stadio Nereo Rocco |

| Portogruaro 11 febbraio 2018 25ª giornata | Mestre | riposo – | Modena |  |

| San Benedetto del Tronto 18 febbraio 2018 26ª giornata   | Sambenedettese | 0 – 2                  | Mestre | Stadio Riviera delle Palme |
| \| \| \| \| \| \| Marcatori \| 35’ Rubbo 67’ Sottovia \| |                |                        |        |                            |
|                                                          |                |                        |        |                            |
|                                                          | Marcatori      | 35’ Rubbo 67’ Sottovia |        |                            |

| Portogruaro 25 febbraio 2018 27ª giornata                                                                        | Mestre    | 3 – 2                        | Feralpisalò | Stadio Piergiovanni Mecchia (1.116 spett.) |
| \| \| \| \| \| Spagnoli 24’ (rig.) Neto Pereira 49’ Sottovia 89’ \| Marcatori \| 12’ (rig.) Guerra 38’ Voltan \| |           |                              |             |                                            |
| |           |                              |             |                                            |
| Spagnoli 24’ (rig.) Neto Pereira 49’ Sottovia 89’                                                                | Marcatori | 12’ (rig.) Guerra 38’ Voltan |             |                                            |

| Reggio Emilia 11 aprile 2018 28ª giornata                                        | Reggio Audace | 0 – 4 referto                                  | Mestre | Mapei Stadium - Città del Tricolore |
| \| \| \| \| \| \| Marcatori \| 10’ Beccaro 51’ Sottovia 90’, 90+4’ Martignago \| |               |                                                |        |                                     |
|                                                                                  |               |                                                |        |                                     |
|                                                                                  | Marcatori     | 10’ Beccaro 51’ Sottovia 90’, 90+4’ Martignago |        |                                     |

| Portogruaro 11 marzo 2018 29ª giornata                                                                                       | Mestre    | 4 – 3                                   | Pordenone | Stadio Piergiovanni Mecchia (1.250 spett.) |
| \| \| \| \| \| Perna 1’ Neto Pereira 15’ Lavagnoli 80’ Fabbri 85’ \| Marcatori \| 11’ Misuraca 69’ Stefani 70’ Berrettoni \| |           |                                         |           |                                            |
| |           |                                         |           |                                            |
| Perna 1’ Neto Pereira 15’ Lavagnoli 80’ Fabbri 85’                                                                           | Marcatori | 11’ Misuraca 69’ Stefani 70’ Berrettoni |           |                                            |

| Ravenna 18 marzo 2018 30ª giornata                              | Ravenna   | 2 – 1        | Mestre | Stadio Bruno Benelli |
| \| \| \| \| \| 29’, 51’ De Sena \| Marcatori \| Sottovia 85’ \| |           |              |        |                      |
|                                                                 |           |              |        |                      |
| 29’, 51’ De Sena                                                | Marcatori | Sottovia 85’ |        |                      |

| Bassano del Grappa 21 marzo 2018 31ª giornata            | Bassano Virtus | 0 – 2                  | Mestre | Stadio Rino Mercante |
| \| \| \| \| \| \| Marcatori \| 1’ Fabbri 68’ Spagnoli \| |                |                        |        |                      |
|                                                          |                |                        |        |                      |
|                                                          | Marcatori      | 1’ Fabbri 68’ Spagnoli |        |                      |

| Portogruaro 25 marzo 2018 32ª giornata | Mestre | 0 – 0 | Padova | Stadio Piergiovanni Mecchia |

| Meda 31 marzo 2018 33ª giornata                          | Renate    | 1 – 1        | Mestre | Stadio Città di Meda |
| \| \| \| \| \| Gomez 28’ \| Marcatori \| 35’ Sottovia \| |           |              |        |                      |
|                                                          |           |              |        |                      |
| Gomez 28’                                                | Marcatori | 35’ Sottovia |        |                      |

| Portogruaro 8 aprile 2018 34ª giornata | Mestre | 0 – 0 | Vicenza | Stadio Piergiovanni Mecchia |

| Fano 15 aprile 2018 35ª giornata             | Fano      | 1 – 0 | Mestre | Stadio Raffaele Mancini |
| \| \| \| \| \| Mawuli 39’ \| Marcatori \| \| |           |       |        |                         |
|                                              |           |       |        |                         |
| Mawuli 39’                                   | Marcatori |       |        |                         |

| 22 aprile 2018 Turno di riposo |  | – |  |  |

| Portogruaro 29 aprile 2018 37ª giornata                                                         | Mestre    | 0 – 4                                                         | Santarcangelo | Stadio Piergiovanni Mecchia |
| \| \| \| \| \| \| Marcatori \| 11’ Piccioni 30’ Di Santantantonio 40’ Cappellini 76’ Strkalj \| |           |                                                               |               |                             |
|                                                                                                 |           |                                                               |               |                             |
|                                                                                                 | Marcatori | 11’ Piccioni 30’ Di Santantantonio 40’ Cappellini 76’ Strkalj |               |                             |

| Bolzano 6 maggio 2018 38ª giornata                     | Südtirol  | 1 – 0 | Mestre | Stadio Druso |
| \| \| \| \| \| 6’ (rig.) Candellone \| Marcatori \| \| |           |       |        |              |
|                                                        |           |       |        |              |
| 6’ (rig.) Candellone                                   | Marcatori |       |        |              |

#### Play off
| Bergamo 11 maggio 2018, ore 20:30 1º turno                                             | AlbinoLeffe | 2 – 2                        | Mestre | Stadio Atleti Azzurri d'Italia |
| \| \| \| \| \| Gelli 32’ Giorgione 41’ \| Marcatori \| 54’ Beccaro 89’ Boscolo Papo \| |             |                              |        |                                |
|                                                                                        |             |                              |        |                                |
| Gelli 32’ Giorgione 41’                                                                | Marcatori   | 54’ Beccaro 89’ Boscolo Papo |        |                                |

### Coppa Italia Serie C
| Arbitro: | Donda (Cormons) |

|                                 |           |  |
| Beccaro 4’ Bussi 60’ Fabbri 79’ | Marcatori |  |

| Arbitro: | Zufferli (Udine) |

|                                                     |           |  |
| Petrella 33’ Arma 49’ (rig.) Aquaro 76’ Troiani 83’ | Marcatori |  |